# 道の駅豊前おこしかけ

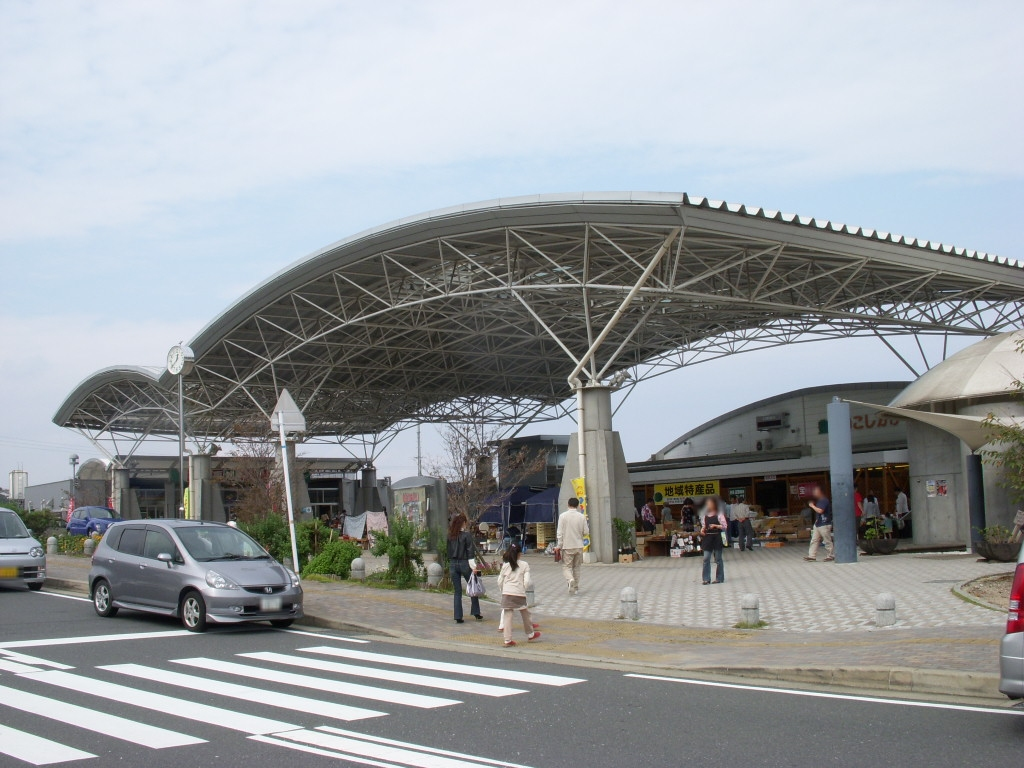
人出で賑わう道の駅豊前おこしかけ（2007年10月）

道の駅豊前おこしかけ（みちのえき ぶぜんおこしかけ）は、福岡県豊前市四郎丸にある国道10号の道の駅である。
国道10号で初の道の駅として2000年（平成12年）3月に開駅した。
名称の「おこしかけ」は神功皇后が巡幸の途中、当地で石にこしかけたという伝説に因む。照明学会照明普及会より2000年度の照明普及賞（優秀施設賞）を受賞した。
2016年4月、東九州自動車道 椎田南インターチェンジ - 豊前インターチェンジ間が開通したことにより前年比で、利用客数は42.5%減、売上も39.9%減と激減した。

## 施設
- 駐車場
  - 普通車 - 72台
  - 大型車 - 10台
  - 身体障がい者用 - 4台
- トイレ - いずれも24時間利用可能 - 開駅当時「日本一思いやりのあるトイレ」と大々的に宣伝していた。
  - 男 - 大 4器、小 8器
  - 女 - 14器
  - 身体障がい者用 - 2器
- 公園
- 情報コーナー - 7:00 ～ 19:00
- 公衆電話
- 自動販売機
- 対面販売ハウス[2] - 西洋風の小さな店舗
- 漁師直売所[3] - 朝市形式 - 8:00 ～ 21:00
- 観光案内所[4] - 9:00 ～ 15:00
- 休憩所 - 屋外・屋根付き
- 物産館[5] - 農産品 ･ 海産品 ･ 特産品
- 屋台村 - 10:00 ～ 18:00
  - かぼちゃキッチン[6] - ソフトクリーム ･ サンデー ･ スムージー ･ かき氷 ･ 肉まん
  - 豊前ハム工房[7] - ハム ･ ソーセージ ･ ソフトクリーム
  - 六花茶屋[8] - 豆腐
  - 天狗[9] - から揚げ ･ 惣菜 ･ 弁当
  - あっちゃん亭[10] - ちゃんぽん ･ 定食 ･ 麺類

## 休館日
- 1月に2日ほど休業あり

## アクセス
- 国道10号 - 登録路線
  - E10 東九州自動車道 椎田道路 - 椎田南IC [11]
  - 福岡県道113号中津豊前線